# Boris Krčmar
Boris Krčmar (Zagreb, 13. rujna 1979.) hrvatski je pikadist, peterostruki svjetski (IDF-ov) i četverostruki europski prvak u pojedinačnoj te trostruki europski prvak u ekipnoj konkurenciji. 
Najuspješniji je hrvatski pikadist na europskim i svjetskim smotrama. Zbog svojih je uspjeha prozvan Hrvatski pikado Ronaldo.
Prvi je Hrvat koji je nastupio na PDC-ovu Svjetskom prvenstvu, 2010. u Londonu, nakon čega je nastupio i na svakomu sljedećem izdanju od 2021.
U londonskom Alexandra's Palaceu ostvario je najveći uspjeh karijere i prvi put se plasirao u treće kolo Svjetskog prvenstva. Najbolje rangirani hrvatski igrač (61. na svijetu) u drugom je kolu svladao 12. na svijetu, Nizozemca Dirka van Duijvenbodea, s 3:1 u setovima.